# باکیووو
باکیووو (به بلغاری: Bakyovo) یک منطقهٔ مسکونی در بلغارستان است که در استان صوفیه واقع شده‌است.